# Frieda Radel
Frieda Anna Susanne Radel, geb. Johannsen (* 10. Mai 1869 in Altona; † 20. November 1958 in Potsdam) war eine Hamburger Politikerin der DDP und Abgeordnete der Hamburgischen Bürgerschaft.

Frieda Radel als Hauptrednerin bei einer Veranstaltung am 16. Januar, Jahr unklar, nach 1904.

## Leben und Politik
Die Hamburger Fabrikantentochter heiratete 1887 den Architekten Georg Radel. Nach der Geburt von drei Töchtern arbeitete sie als Journalistin und Schriftleiterin beim Hamburger Fremdenblatt, wo die Beilage „Frauenrundschau“ ihrer Verantwortung oblag; auch in anderen Hamburger Zeitungen finden sich Artikel von ihr. 
Sie gehörte zu dem radikalen Flügel der bürgerlichen Frauenbewegung und war Mitglied im Verein Frauenwohl, im Hamburg-Altonaer Zweig des Deutschen Vereines für Frauenstimmrecht sowie im Deutschen Bund für Mutterschutz und Sexualreform.  Sie schrieb viele Artikel über Frauenfragen und die Frauenbewegung.
1909 wurde sie verantwortliche Redakteurin der „Hamburger Hausfrau“ (ab Ende 1909 umbenannt in „Hamburger Frauenzeitung“), das Organ der Hamburger Frauenvereine. In den 1920er Jahren war sie Schriftleiterin der Zeitschrift „Frau und Gegenwart“ (1924 bis 1930), dem Vereinsorgan des „Verbandes Norddeutscher Frauenvereine“; zudem arbeitete sie als freie Journalistin für die Deutsche Welle und die Nordische Rundfunk AG (Norag). Zusammen mit Alice Fliegel-Bodenstedt war sie verantwortlich für den Frauenfunk der Norag, die sogenannte „Schule der Frau“ (vgl. Dinghaus 2001, S. 228). In dieser Zeit baute sie auch die Hamburger Zonta Gruppe mit auf.
Sie vertrat die DDP von 1919 bis 1927 in der Hamburgischen Bürgerschaft.

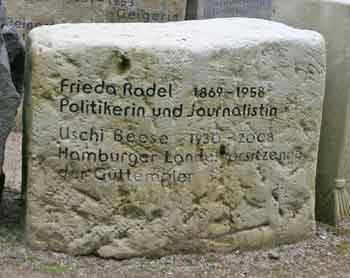
Stein in der Erinnerungsspirale im Garten der Frauen auf dem Friedhof Ohlsdorf, auf dem an Frieda Radel gedacht wird.

1944 zog sie zu einer ihrer Töchter nach Potsdam. Frieda Radel gehörte 1945 zu den Mitbegründern der LDP in Potsdam und 1947 gemeinsam mit anderen Frauenrechtlerinnen der Weimarer Republik wie Else Lüders zu den Gründerinnen des Demokratischen Frauenbundes Deutschlands (DFD) in der Sowjetischen Besatzungszone. Sie leitete 1947/48 den DFD-Landesverband Brandenburg und war bis zu ihrem Tod Mitglied im DFD-Bundesvorstand. Frieda Radel war außerdem von 1946 bis 1950 Stadtverordnete in Potsdam und gehörte 1949 der Provisorischen Volkskammer an.
Frieda Radel starb zwar in Potsdam, wurde aber auf dem Hamburger Ohlsdorfer Friedhof beigesetzt; im Bereich des Gartens der Frauen wird auf einem Stein der Erinnerungsspirale an sie erinnert.